# Død snø 2
Død snø 2 é um filme de comédia e terror produzido na Islândia e Noruega, dirigido por Tommy Wirkola e lançado em 2014.